# Ferihegyi gyorsforgalmi úti merénylet
A Ferihegyi gyorsforgalmi úti merénylet a magyar rendszerváltás idejének egyik első robbantásos merénylete volt. Az 1991. december 23-án a ferihegyi repülőtérre vezető út mellett végrehajtott robbantás a Szovjetunióból kivándorló zsidók ellen irányult. A szélsőbaloldali terroristák által elkövetett merénylet halálos áldozatot nem követelt.

## Háttér
A Szovjetunió megszűnésének heteiben az oroszországi zsidó lakosság tömegesen vándorolt ki a magasabb életszínvonalat nyújtó Izraelbe. Az ekkor hivatalban lévő izraeli kormány bevándorlásösztönző politikát folytatott. A bevándorlást azért támogatták, hogy az országon belül a zsidóság demográfiai súlyát növeljék, illetve hogy a környező arab országok 1967-ben megszállt területein újabb zsidó településeket hozzanak létre. Az izraeli kormány hívására több százezer szovjet állampolgár kelt útra. Közvetlen repülőjáratok híján a kivándorlók Magyarországon keresztül, a Ferihegyi repülőtér érintésével jutottak el utazásuk céljához. A Budapestig tartó utat a kivándorlók autóbusszal vagy vonattal tették meg, a magyar repülőtéren szálltak át a repülőgépre. A zsidók nagy mértékű szentföldi bevándorlását nem nézték jó szemmel az Izraellel szemben álló palesztin szervezetek, emiatt egy évvel korábban Magyarország már diplomáciai bonyodalmakba is keveredett. A palesztin terroristák régóta jó kapcsolatokat ápoltak az NSZK-ban működő, szélsőbaloldali nézeteket valló Vörös Hadsereg Frakcióval, amelynek a NSZK hatóságok által körözött tagjai arab országokban kaptak menedéket és kiképzést. Feltételezések szerint a palesztin terroristák segítségét a RAF-tagok az európai zsidó érdekeltségek elleni fellépéssel szándékoztak kiegyenlíteni. A ferihegyi robbantási akció kivitelezését vállaló nyugatnémet terroristák is arab országokban tartózkodtak 1988 óta.

## A robbantás
A merényletet elkövető RAF-tagok 1991-ben érkeztek meg Magyarországra. A később elkövetőként azonosított Horst Ludwig Meyer és Andrea Klump a Vörös Hadsereg Frakció Harmadik generációjához tartoztak, 1988-ban ők kísérelték meg a spanyolországi Rota amerikai katonák által használt klubjának felrobbantását. Nem ismert, hogy milyen hosszú ideig készültek a robbantásra, de az első becslések szerint akár hónapokat is eltölthettek az országban. Hors Ludwig Meyer egy hamisított nyugatnémet útlevéllel, az 1953-ban Bonnban született Winfried Robert Georg Hamdaker néven utazott be az országba és lakást bérelt a Műszaki Egyetem egyik lágymányosi kollégiuma mellett. Meyer december 14-én két Fiat Tipo típusú autót bérelt ki egy hétre a fővárosi Autótaxi Vállalat autókölcsönzőjétől, majd a bérletet lejártának napján három nappal meghosszabbította. Az egyik bérautót a merénylet előtt egy nappal, december 22-én reggel 7 óra előtt állították le a Ferihegyi gyorsforgalmi út mellett, igen közel a Ferihegy 1-es terminál bejáratához, közvetlenül egy hirdetőtáblát tartó pózna lábához. A másik autóval a merénylet helyétől mintegy 120 méternyire figyelőállást vettek föl az út mellett futó ceglédi vasútvonal túloldalán. Az egyik vágányon napok óta egy kavicsot szállító tehervonat vesztegelt, amely mögött a figyelőhelyként szolgáló autót elrejtették. A szovjet zsidók rendőri biztosítással közlekedő autóbusza 23-án délelőtt 9:40-kor haladt el a pokolgépet rejtő bérautó mellett. Az autóbusz elhaladásakor Meyer működésbe hozta a berendezést, ám az nem a megfelelő pillanatban robbant. A busz és a konvojt záró rendőrautó is elment már a pokolgép mellett, amikor a detonáció bekövetkezett. A robbanás ereje a rendőrautót nekilökte a busz hátuljának. Mindkét jármű kigyulladt, a busz mögött haladó autóban ülő rendőrök súlyos égési és repeszek okozta sérüléseket szenvedtek. Az autóbuszon utazók közül négyen könnyebben megsebesültek, de az égő járművet mindenki el tudta hagyni. A felrobbant autó helyén mindössze egy sekély kráter maradt, súlyosan megrongálódtak a közelében álló autók, a környező épületek ablakai pedig 300 méteres körzetben betörtek. A merénylet utáni zűrzavarban is többen felfigyeltek a sínek túloldaláról csikorgó gumikkal elinduló autóra, amelyben a merénylő menekült.
A robbanást követő percekben a határőrség és a repülőtéri rendőrség lezárta a Ferihegyi gyorsforgalmi utat. A merényletről az Országgyűlésben értesülő Boross Péter belügyminiszter adott utasítást a rendkívüli repülőtéri rendszabályok bevezetésére és a határellenőrzés megszigorítására. A repülőtéren az öbölháború idején már megszokott intézkedéseket vezették be: a repülőtérre csak a jeggyel rendelkező utasok léphettek be, a Ferihegyre tartó autókat pedig megállították és átkutatták. A merénylők gyors elfogása azonban így sem sikerült. A kivándorlókat előbb visszaszállították a közösségi szállásra, majd egy későbbi repülőgéppel indították útnak őket.

## A merénylet utóélete
A merényletet Jeszenszky Géza és Antall József is elítélte. A belügyminiszter utasítására razziák kezdődtek a külföldiek által látogatott helyeken, amelyek során több jogszerűtlenül Magyarországon tartózkodó külföldit elfogtak, de a merénylőt nem sikerült kézre keríteni. A rendőrök a karácsonyi ünnepeken is dolgozva, december 27-én Lágymányoson megtalálták a terroristák által elhagyott autót, kicsit később pedig a rejtekhelyként használt lakást, ahol a nyomozók DNS-mintákat is találtak, de a korszak informatikai és kriminalisztikai módszereinek fejletlensége miatt személyekhez kapcsolni nem tudták őket. A merényletért a felelősséget az AFP-hez eljuttatott közleményében a Jeruzsálem Megmentéséért Alakult Mozgalom (arab rövidítése HAK, kb. jog) vállalta. A mozgalom neve ismeretlen volt a budapesti merénylet előtt és soha többé nem is bukkant föl újra.
A merénylet után a terroristák sikeresen szöktek el az országból, ezután hosszú évekre nyomuk veszett. 1999. szeptember 15-én Bécsben Meyer és Klump párosa feltűnt egy idős polgárnak, mivel napszemüvegben és sapkában hetek óta bankfiókok környékén ólálkodtak. Egy járőr igazoltatta őket, akik fegyvert rántottak. A kialakult üldözés és lövöldözés során a rendőrök Horst Ludwig Meyert agyonlőtték, Klumpot pedig elfogták. A fogságba esett terroristát Ausztria 1999 végén kiadta az őt köröző Németországnak, ahol 2001-ben a rotai merényletkísérlet miatt börtönbe zárták. A börtönben lévő Klump 2001-ben DNS-vizsgálat alapján került a ferihegyi támadás egyik lehetséges elkövetőjeként a Interpol látókörébe, két évvel később vádat is emeltek ellene. A ferihegyi merénylet büntetőtárgyalása 2004-ben, Stuttgartban kezdődött. A per során Andrea Martina Klump beismerte, hogy 1991-ben Meyerrel Budapesten élt együtt abban a lakásban, ahol DNS-mintáját megtalálták, de tagadta, hogy a merénylet előkészítésében tevékeny szerepet játszott volna. A beterjesztett bizonyítékok alapján a nőt a német bíróság a ferihegyi merénylet során kifejtett tevékenysége miatt (gyilkossági kísérletben való 32 rendbeli bűnsegédlet) 12 év börtönre ítélte. A merényletben közreműködő harmadik személy kilétére és további sorsára nem derült fény.